# Mirosternus hawaiiensis
Mirosternus hawaiiensis är en skalbaggsart som beskrevs av Perkins 1910. Mirosternus hawaiiensis ingår i släktet Mirosternus och familjen trägnagare. Inga underarter finns listade i Catalogue of Life.